# Tiberius Coruncanius
Tiberius Coruncanius (overleden in 241 v.Chr) was een Romeins consul. Hij was van 254 of 253 v.Chr tot aan zijn dood de eerste plebejische pontifex maximus en gaf mogelijk als eerste privaatrechtelijke adviezen in het publiek.
Tiberius Coruncanius is afkomstig uit het plebejische gens Coruncia en komt waarschijnlijk uit Tusculum.
Hij werd in 280 v.Chr. als consul gekozen samen met Publius Valerius Laevinus en had de leiding over een expeditie naar Etrurië tegen de Etruskische steden. Toen Pyrrhus van Epirus Italia binnenviel en de legers van Laevinus versloeg bij de Slag bij Heraclea moest Tiberius met zijn legers terugkeren naar Rome om dat gebied te verdedigen.
Tiberius stond bekend als welsprekend en wijs man. Hij heeft geen geschreven teksten achtergelaten.